# Eulalio Gutiérrez
Eulalio Gutiérrez Ortiz (Ramos Arizpe, Coahuila, 2 de fevereiro de 1881 - Saltillo, Coahuila, 12 de agosto de 1939) foi eleito presidente provisional do México durante a Convenção de Aguascalientes, exercendo o cargo de 3 de novembro de 1914 a 16 de janeiro de 1915.
Durante a sua juventude foi pastor e desde muito jovem trabalhou nas minas de Concepción del Oro, Zacatecas onde alguns anos mais tarde seria eleito alcaide do município. Por algum tempo juntou-se ao Partido Liberal Mexicano de Ricardo Flores Magón até passar a militar no Partido Antirreeleicionista de Francisco Madero. Participou na Revolução Mexicana e após a eleição de Madero como presidente retira-se para a sua terra natal, sendo eleito alcaide de Ramos Arizpe. Após o golpe de estado de Victoriano Huerta juntou-se ao exército constitucionalista de Venustiano Carranza.
Durante a Convenção de Aguascalientes foi eleito presidente provisional a 1 de novembro de 1914, iniciando funções dois dias depois. Um mês depois a Cidade do México é tomada pelas tropas de Pancho Villa e Emiliano Zapata. Vendo-se condicionado e manipulado por Pancho Villa, abandona a capital a 16 de janeiro de 1915 transferindo o governo para San Luis Potosí e denuncia Villa e Carranza como traidores do espírito revolucionário. Renuncia formalmente ao cargo em 2 de julho de 1915 exilando-se nos Estados Unidos donde regressa em 1920 após uma amnistia promulgada por Álvaro Obregón, sendo eleito senador e governador de Coahuila em 1928.
Após manifestar-se contra a reeleição de Obregón e contra o Maximato de Plutarco Elías Calles, juntou-se à rebelião liderada por José Gonzalo Escobar. Derrotados os escobaristas exila-se de novo nos Estados Unidos em San Antonio, Texas donde regressa em 1935, não se envolvendo em assuntos públicos até à sua morte.